# 548 Kressida
548 Kressida è un asteroide della fascia principale. Scoperto nel 1904, presenta un'orbita caratterizzata da un semiasse maggiore pari a 2,2820253 UA e da un'eccentricità di 0,1848018, inclinata di 3,87258° rispetto all'eclittica.
Il suo nome fa riferimento a Cressida, personaggio di Troilo e Cressida e di altre opere di William Shakespeare.